# Ґінкго дволопатеве
Ґі́нко дволопате́ве (Ginkgo biloba) — реліктова рослина, єдиний сучасний вид роду ґінко, що є єдиним представником родини ґінкгові, яка, у свою чергу, є єдиною в класі Ginkgoopsida. Викопних видів у родині відомо близько 18. У популярній літературі рослина відома також під назвами  ґі́нко, гі́нкго дволопате́ве, ґі́нкго дволататолистий, абрико́с срі́́бний.

## Еволюційна історія

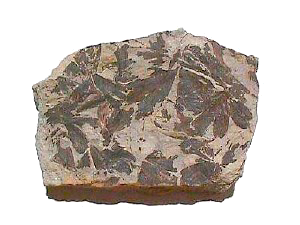
Скам'яніле листя Ginkgo sp., Англія, Йоркшир.

За своїми морфологічними ознаками цей вид дерев — один з найархаїчніших серед тих, що збереглися до наших днів. Виникло від первісних голонасінних дерев приблизно 300 млн років тому. Ґінко  — єдиний нині живий представник «перехідної ланки» між папоротями й хвойними, якщо проаналізувати й порівняти певні ознаки будови репродуктивних органів. Кілька молекулярних досліджень указують на те, що найближчими родичами ґінко серед сучасних рослин є саговникоподібні, хоча станом на 2016 рік це питання залишається дискусійним. Найдавніші зі знайдених викопних решток належать до пермського періоду палеозойської ери (приблизно 286—245 млн років тому). Тоді існували принаймні два види ґінко. У середньому юрському періоді (187—163 млн років тому) було 5—6 видів, а найбільше поширення вони мали в крейдовому періоді мезозойської ери (144—66,4 млн років тому): тоді існувало не менш ніж 11 видів гінкго, що росли в Азії, Європі, Північній Америці й навіть у Ґренландії. Процвітанню ґінко сприяли тодішні гігантські рептилії й динозаври, що сприяли поширенню насіння цих рослин.
До четвертинного періоду (1,6 млн років тому) з усіх видів залишився тільки один. Приблизно 7 млн років тому гінкго зникло в Північній Америці, дещо пізніше — 2,5 млн років тому — в Європі.

## Поширення
У природі ґінко збереглося лише в Китаї. Одним з останніх острівців дикорослих ґінко вважають природний парк Тяньмушань у провінції Чжецзян на західних схилах гори Тяньму (30°20′00″ пн. ш. 119°25′00″ сх. д. / 30.33333° пн. ш. 119.41667° сх. д.); 1506 м над рівнем моря, середньорічна кількість опадів 1767 мм, середня температура січня −3,2 °C, середня температура липня 20,5 °C. Також є відомості про острівці в провінціях Гуансі, Гуйчжоу, Сичуань. Завдяки людині рослина поширена в багатьох інших країнах як декоративний вид. В Україні ґінко вперше з'явилося 1818 року у Нікітському ботанічному саду в Ялті. Це дерево росте там досі. Крім того, ґінко можна побачити в містечку Гоща Рівненської області, у містах Ужгород і Мукачево Закарпатської області, в Краснокутському дендрологічному парку, у містечку Коломия Івано-Франківської області та в містах Донецьку, Львові, Сквирі Київської області, у місті Корсунь-Шевченківський (жіночий екземпляр), у с. Михайлівка Дунаєвецького р-ну Хмельницької обл., місті Кам'янець-Подільський, зокрема в Кам'янець-Подільському ботанічному саду, у Дрогобичі Львівської області, в Одесі, а також у Києві. Відступаючи з Києва у 1943 р., німці, серед інших трофеїв, вивезли з ботанічного саду жіночий екземпляр ґінко дволопатевого, що на десятиліття загальмувало розмноження в Києві цих реліктових дерев.. У Харкові існує ботанічна пам'ятка природи з цими деревами, подібні зареєстровані і в інших містах.
Ґінко дволопатеве, незважаючи на масове поширення, все ще вважається пам'яткою природи світового значення і занесене до Червоної книги МСОП як вид, що перебуває під загрозою вимирання.

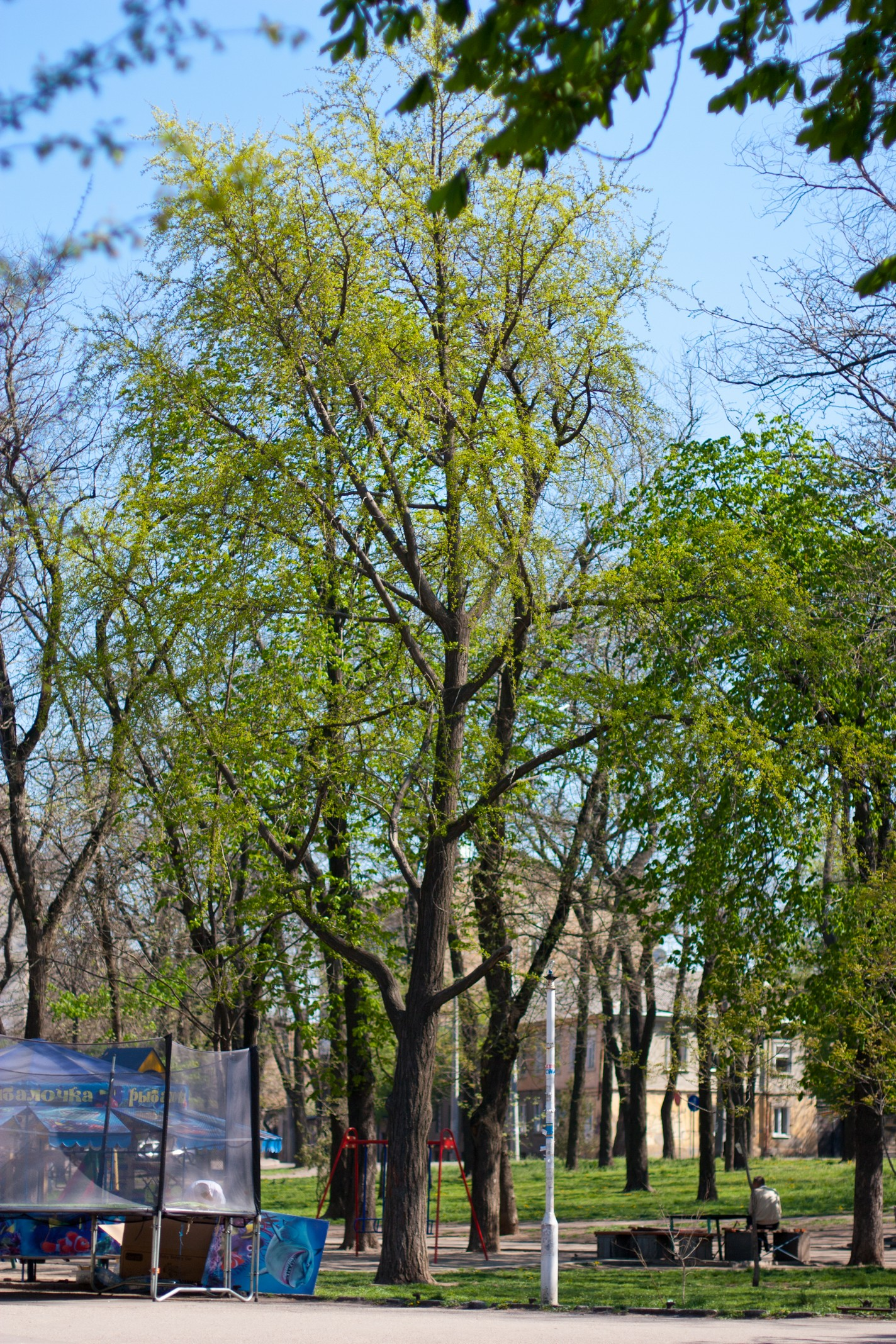
Ґінко, м. Одеса, сквер ім. І. І. Мечникова
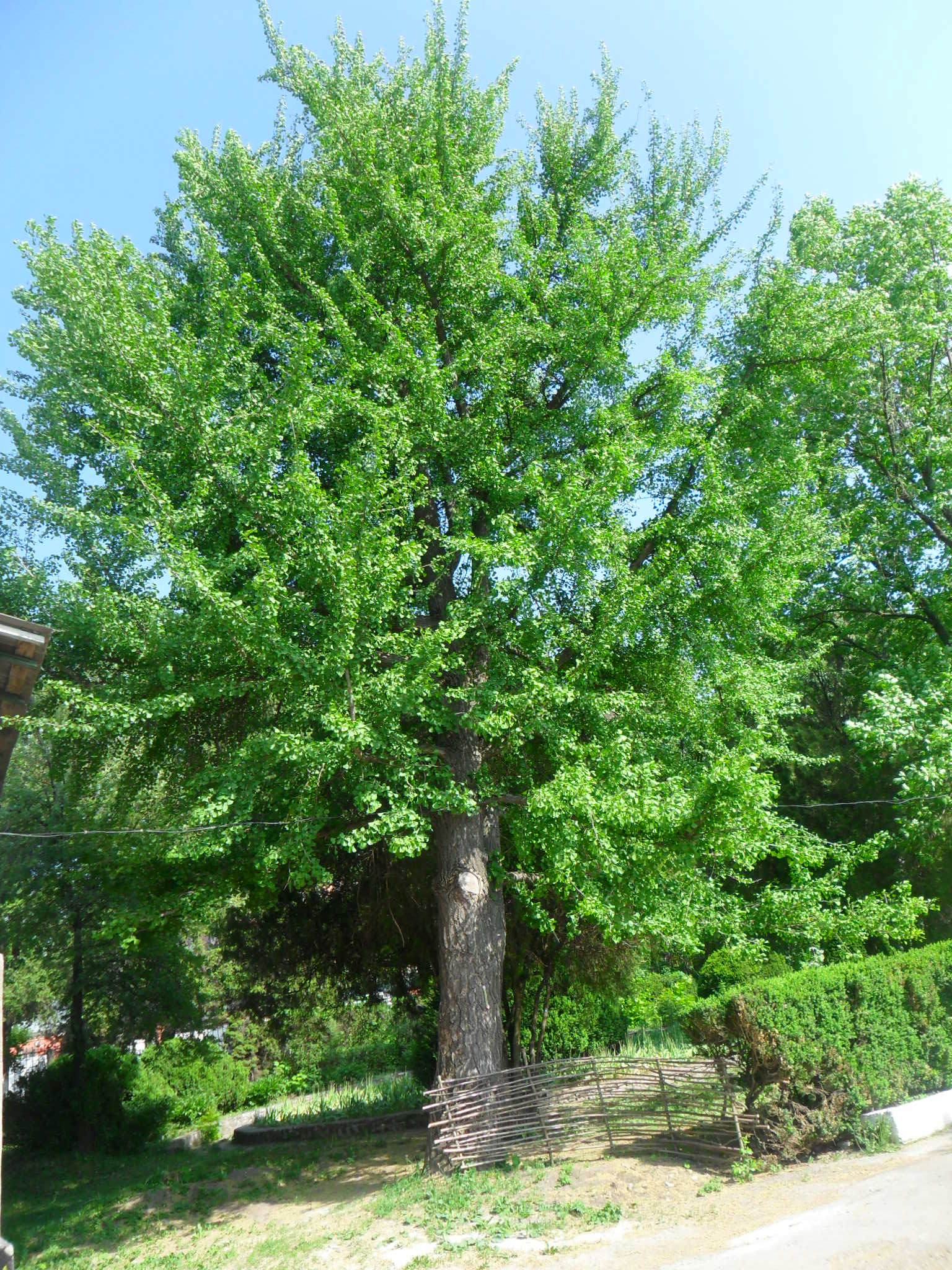
Ґінко  дволопатеве, м. Кам'янець-Подільський, вул. Шевченка, 55а
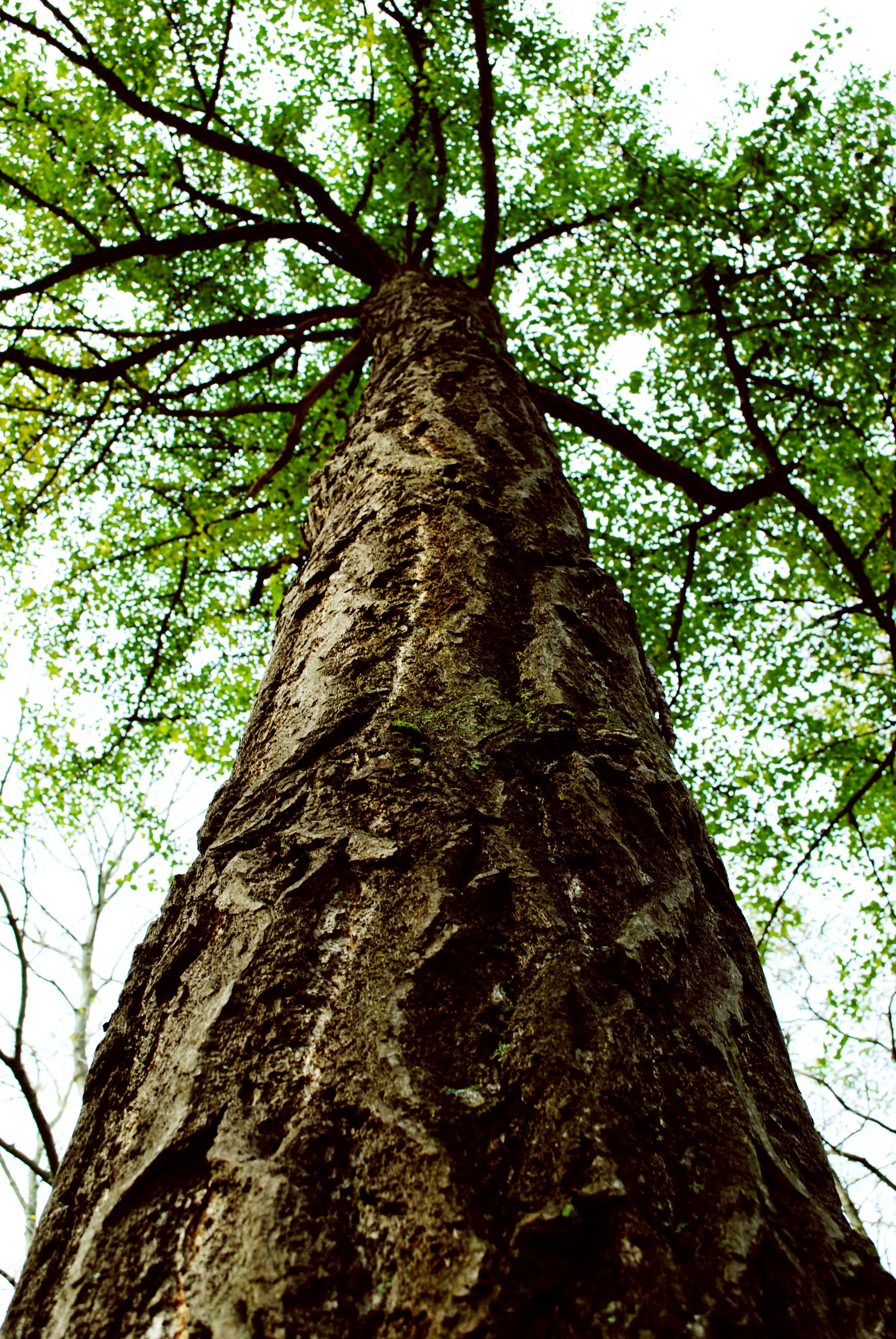
Ґінко дволопатеве, Гощанський парк
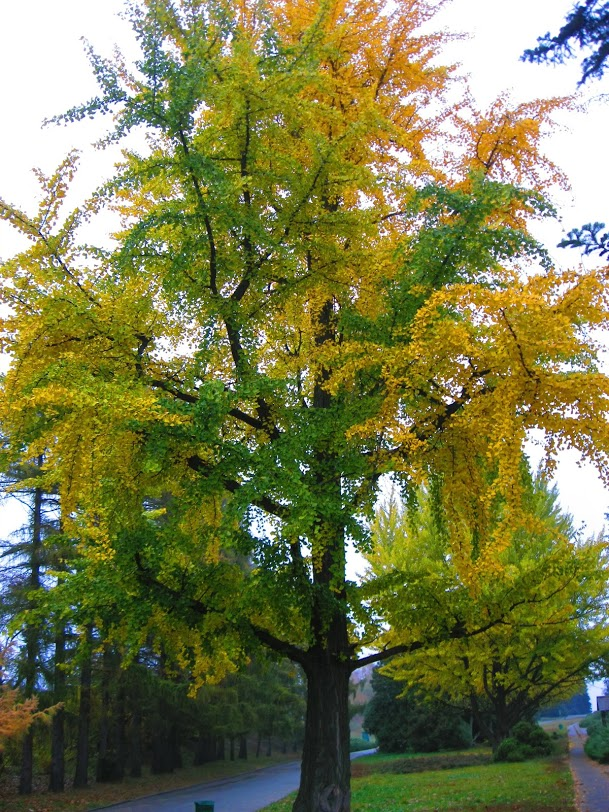
Київ. Ботсад ім Гришка, кінець жовтня
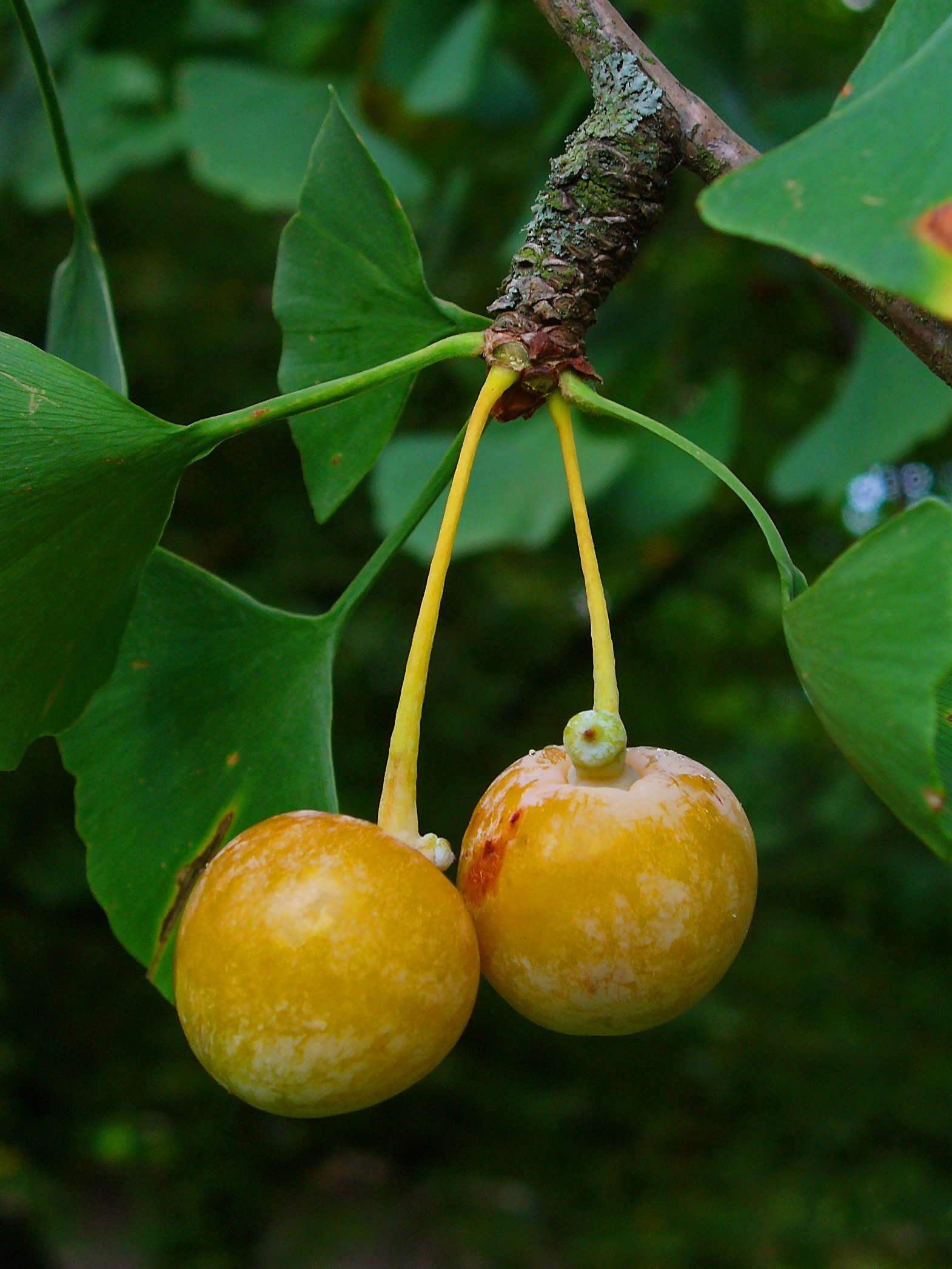
Стиглі саркотести, схожі на плоди
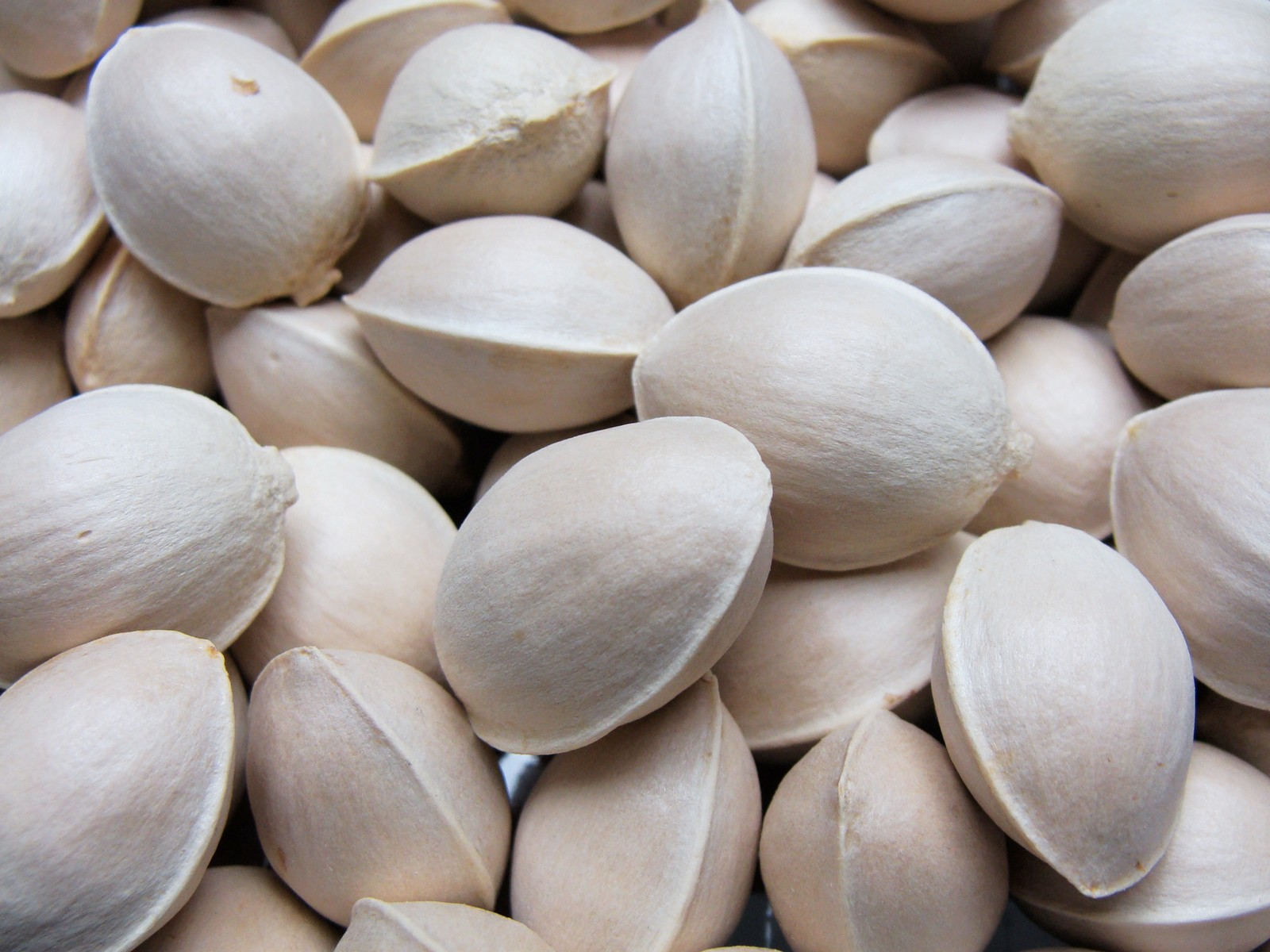
«Насіння» гінкго (склеротести) з видаленими саркотестами

## Історія розповсюдження

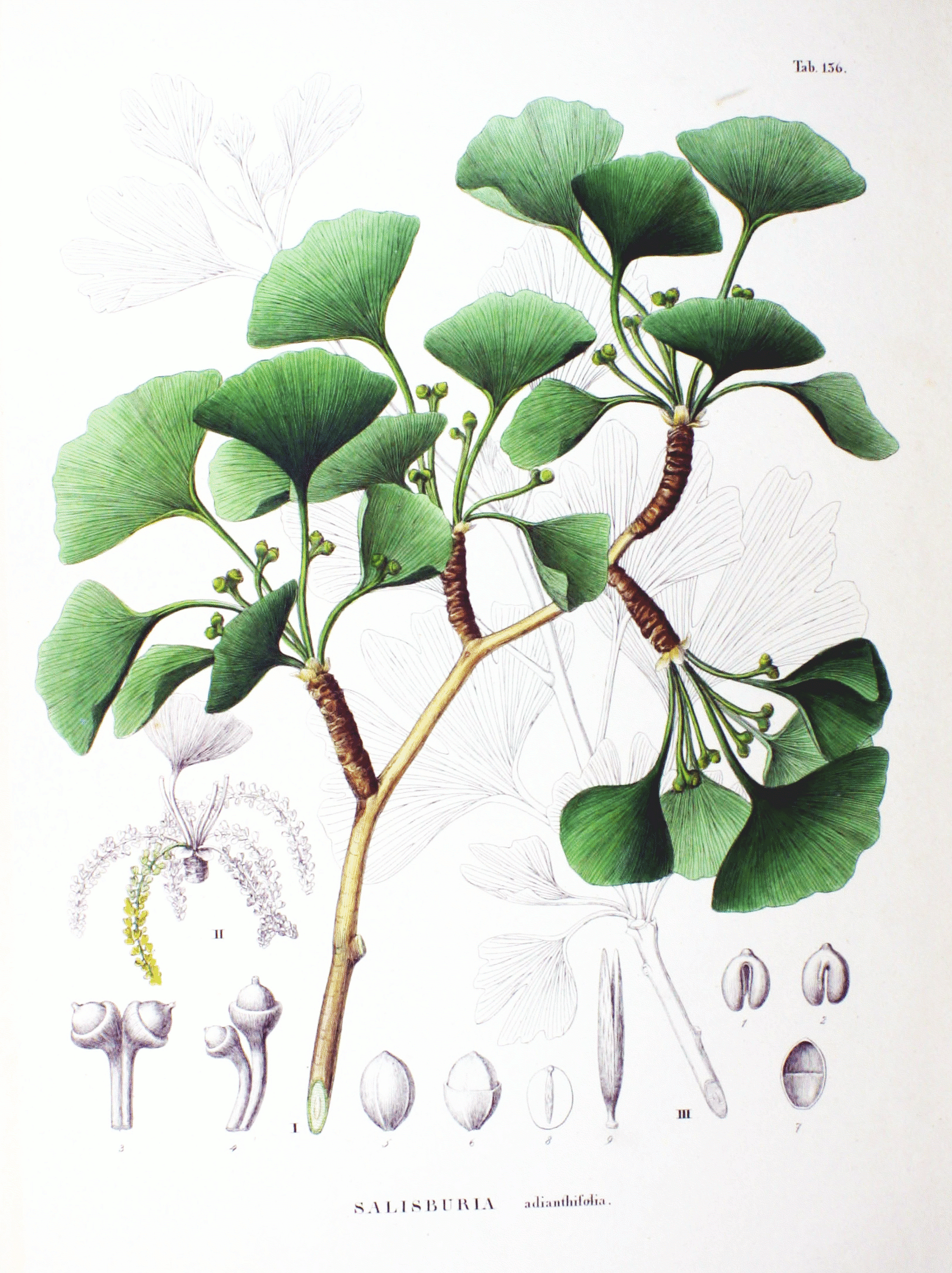
Ginkgo biloba з книги Flora Japonica, Sectio Prima, 1870

Ґінко вважалося вимерлим до 1691 р., доки його не виявили в Японії. Релікт знайшов у місті Нагасакі лікар нідерландського посольства Кемпфер. Виявилося, що в Китаї з давніх часів ґінко вирощували біля храмів як декоративну і лікарську рослину. Пізніше з Китаю насіння дерева потрапило в Японію та Корею. Кемпферу ґінко зобов'язане своєю назвою. «Ґін» у перекладі з японської — «срібло». Насіння ґінко чимось нагадує абрикосу, тому Кемпфер назвав знайдене ним дерево «срібним абрикосом» — «ґінко», запозичивши слово з жаргону японських торговців насінням дерева. Пізніше Карл Лінней заніс цю назву в наукову класифікацію. Кемпфер привіз насіння рослини в Голландію, і в ботанічному саду міста Утрехта з них виросло перше в Європі дерево ґінко. Від 1754 р. ґінко культивують в Королівських ботанічних садах у К'ю у Великій Британії. Перше насіння було доставлене туди з Японії. Саме з цього саду ведуть своє походження практично всі європейські дерева гінкго. Від 1784 р. дерева гінкго ростуть у ботанічному саду Вільгельма Гамільтона поблизу Філадельфії в США.

## Опис
Рослина роздільностатева. Дерево має конусоподібний брунатно-сірий стовбур, довгі вигнуті гілки. Стовбур ґінко в основному складається з деревини і нагадує за будовою стовбури сучасних хвойних, але, на відміну від них, не має смоляних ходів у деревині і не утворює смоли. Ґінко має дуже просту судинну систему: головна судина ділиться на дві. Така будова судин характерна лише для ґінко. Листки світло-зелені, у молодому віці восьмилопатеві, згодом, після зростання лопатей, дволопатеві, з оригінальним жилкуванням: жилки віялом розходяться від черешка. Розмножується насінням і вегетативно за допомогою живцювання. Найкраще проводити живцювання навесні до розпускання листя в утеплених парниках.
1986 року ботанік Хіразе дослідив процес запилення ґінко. Чоловічі дерева «цвітуть» у середині травня, їхній пилок потрапляє на насінний зачаток жіночих рослин і проростає в пилкову трубку з двома сперматозоїдами. Однак запліднення насіння бруньки одним зі сперматозоїдів проходить лише пізно восени і вже у насіннєвому зачатку, який упав на землю. Це єдине у світі дерево, яке запліднюється після падіння плодів. Також ґінко — перша голонасінна рослина, в якої були виявлені рухливі сперматозоїди. При заплідненні в яйцеклітину проникає тільки головка спермія. Унаслідок злиття ядер сперматозоїда і яйцеклітини утворюється диплоїдний набір хромосом (n = 24). Після цього розвивається жовте, схоже на сливу насіння довжиною близько 2,5 см. Зовні "плід" оточений товстою соковитою м'ясистою оболонкою (називати плодом насіння ґінко з погляду ботаніки не є коректним, адже гінгко це голонасінна рослина. Слід називати насінням). Неприємний аромат оболонки насіння пояснюється присутністю великої кількості масляної кислоти. 
Опале насіння швидко згниває, сповнюючи повітря їдким запахом. Через це жіночі рослини не використовують для культурних насаджень. А втім, у Кореї, Японії та Китаї жіночі дерева навпаки вважаються кращими, бо вони дають їстівні "плоди".
Рослина досягає зрілості й починає "плодоносити" у 25 — 30 років, і до того часу важко визначити її стать. Через це в Китаї ґінко називають «King Sun Shu» — «дід і онук», оскільки зібрати перші "плоди" з дерева, посадженого дідом, зможе лише його онук.
Ґінко примітне незвичайною стійкістю до патогенів і рослиноїдних тварин, яку забезпечують різноманітні хімічні сполуки.

### Геном
Геном ґінко має значний обсяг з великою кількістю повторів. Зокрема, там аномально багато копій генів, що беруть участь у хімічному захисті рослини від стресових станів, патогенів і шкідників. За оцінками дослідників, геном ґінко має розмір 10,61 млрд пар основ (приблизно в 3,3 рази більший за людський), і при цьому він на 76,6 % складається з повторюваних елементів, переважно довгих кінцевих повторів. Виявлено сліди повногеномного подвоєння, що сталося 70–150 млн років тому, вже після виокремлення еволюційної лінії предків ґінко.

## Застосування
Ґінкго дуже перспективне для озеленення південних міст України. Воно чудово витримує умови промислової загазованості, невибагливе до ґрунтів, стійке проти грибкових і вірусних захворювань, майже не пошкоджується комахами, довговічне. Окремі особини живуть 2000 років, досягаючи за цей час 40 м заввишки при товщині стовбура до 1 м.
2009 року влада Києва, за словами радника мера І. Добруцького, планувала замінити ґінко дволопатевим усі гіркокаштани в місті. Однак Хрещатик засадили іншими деревами — гіркокаштанами різних видів.
У Японії і Китаї насіння ґінкго вважають делікатесом і розводять ґінкго як плодове дерево.
Насіння ґінко під назвою «срібний мигдаль» чи «білі горішки» можна купити в магазинах Китаю і Японії. Смак насінин солодкуватий — щось середнє між печеною картоплею й каштаном. Їдять його підсмаженим, висушеним або печеним, використовують як приправу до страв з овочів, рису, грибів. Насіння ґінко містить тільки 3 % жирів, багато білку, крохмалю й нікотинової кислоти. Воно вивозиться з Китаю в інші східні країни, де продається в спеціалізованих супермаркетах, магазинах і «зелених крамницях». Насіння ґінко використовують у східній медицині.
Деревина ґінкго м'яка, піддатлива, легко обробляється. Її використовують для створення дерев'яних скульптур і предметів для чайної церемонії. З деревини виготовляють також папір. Деревина ґінко стійка до вогню. Під час пожежі 1923 р. в Токіо дерево ґінко вижило, тоді як інші дерева були знищені вогнем.
Ґінко використовують також для вирощування у формі «бонсай».

## Медичне застосування
Перші згадування про лікувальні властивості листя ґінко зустрічаються в стародавніх рецептах традиційної китайської медицини, написаних за 2800 років до н. е.
Чай з листя рекомендували при кашлі, ядусі, для якнайшвидшого відновлення сил у період видужання.
Сьогодні медикаменти, розроблені на основі листя ґінко, входять у склад багатьох засобів сучасної медицини.
Препарати з ґінко відновлюють погіршені в результаті вікових змін пам'ять, слух, зір, мовні й рухові функції, усувають циркуляторну недостатність (включаючи недостатність атеросклеротичного й вікового походження), відновлюють еластичність і міцність судин, запобігають тромбозу мозкових і коронарних судин, сприяють нормалізації метаболізму тканин мозку, поліпшують живлення серцевого м'яза, допомагають зберегти цілісність і проникність клітинної стінки, запобігти приступам астми, мають заспокійливу й антиспазматичну дії.
Найбільші у світі плантації ґінко розташовані в Південній Каліфорнії. Щороку понад 1,1 тис. т сухого листя експортують у Європу. Невеликі плантації ґінко є також у Франції. Переробляють листя і виготовляють екстракт у Німеччині, Швеції, Ірландії та Франції.

## Міжнародно-правовий статус ентеогенів
Стаття 32 Конвенції про психотропні речовини дозволяє державам звільняти від заборони певні традиційні способи вживання речовин:
|  | Держава, на території якої ростуть дикі рослини, що містять психотропні речовини з числа тих, що містяться в Додатку I, і які традиційно використовуються певними невеликими, чітко визначеними групами в магічних чи релігійних обрядах, може під час підписання, ратифікації чи приєднання, робити застереження щодо цих рослин стосовно положень статті 7, за винятком положень, що стосуються міжнародної торгівлі.Оригінальний текст (англ.) A State on whose territory there are plants growing wild which contain psychotropic substances from among those in Schedule I and which are traditionally used by certain small, clearly determined groups in magical or religious rites, may, at the time of signature, ratification or accession, make reservations concerning these plants, in respect of the provisions of article 7, except for the provisions relating to international trade. |

Однак це звільнення застосовується лише в тому випадку, коли рослину буде явно додано до Списків психотропної конвенції. Нині Конвенція застосовується лише до хімічних речовин. Однак у Коментарі до Конвенції про психотропні речовини зазначається, що рослини, які містять її, не підлягають міжнародному регулюванню:
Вирощування рослин, з яких отримують психотропні речовини, не регулюється Віденською конвенцією .... Ні корона (плід, брунька з мескалем) кактуса пейот, ні коріння рослини Mimosa hostilis, ані псилоцибінові гриби не включено до Списку 1, а лише відповідні речовини, мескалін, ДМТ та псилоцин.Оригінальний текст (англ.)
The cultivation of plants from which psychotropic substances are obtained is not controlled by the Vienna Convention .... Neither the crown (fruit, mescal button) of the Peyote cactus nor the roots of the plant Mimosa hostilis nor Psilocybe mushrooms themselves are included in Schedule 1, but only their respective principals, mescaline, DMT, and psilocin.
Нині жодні рослини (природні матеріали), що містять ДМТ, не регулюються Конвенцією 1971 року про психотропні речовини. Отже, препарати (наприклад, відвари), виготовлені з цих рослин, включно з аяваскою, не перебувають під міжнародним контролем і, отже, не підпадають під дію жодної статті Конвенції 1971 року. - Міжнародна рада з контролю за наркотиками (МКНБ), ООНОригінальний текст (англ.)
No plants (natural materials) containing DMT are at present controlled under the 1971 Convention on Psychotropic Substances. Consequently, preparations (e.g. decoctions) made of these plants, including ayahuasca are not under international control and, therefore, not subject to any of the articles of the 1971 Convention. -- International Narcotics Control Board (INCB), United Nations

## У культурі
Ґінко дволопатеве є деревом-символом японської столиці Токіо.
У Китаї дерева ґінко, старші за 100 років, заносять в особливі охоронні списки. Існує традиція висаджувати ґінко з нагоди народження дитини, весілля, новосілля тощо.
У Німеччині, крім інших, ґінко має назву «дерево Ґете». Ця назва зобов'язана своїм походженням віршу Йоганна Вольфганга фон Ґете «Ginkgo biloba». Його написано в 1815 р. (опубліковано в 1819 р. у так званій «книзі Зулейки») і присвячено коханій поета — Маріанні фон Віллемер (Зулейці). У вірші листок гінкго є поетичним образом уявлення автора про те, що двоє можуть становити єдине ціле.
Ґінкго дволопатеве є центральним персонажем драматичного фільму Ільдіко Еньєді «Безмовний друг» (2025).

## Галерея

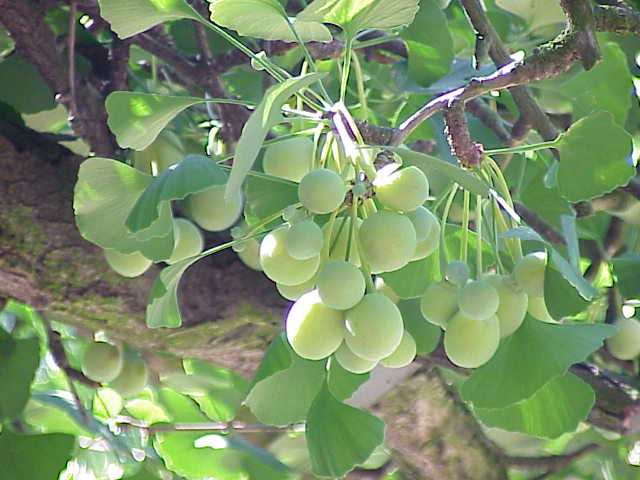
"Плоди" та листя гінкго
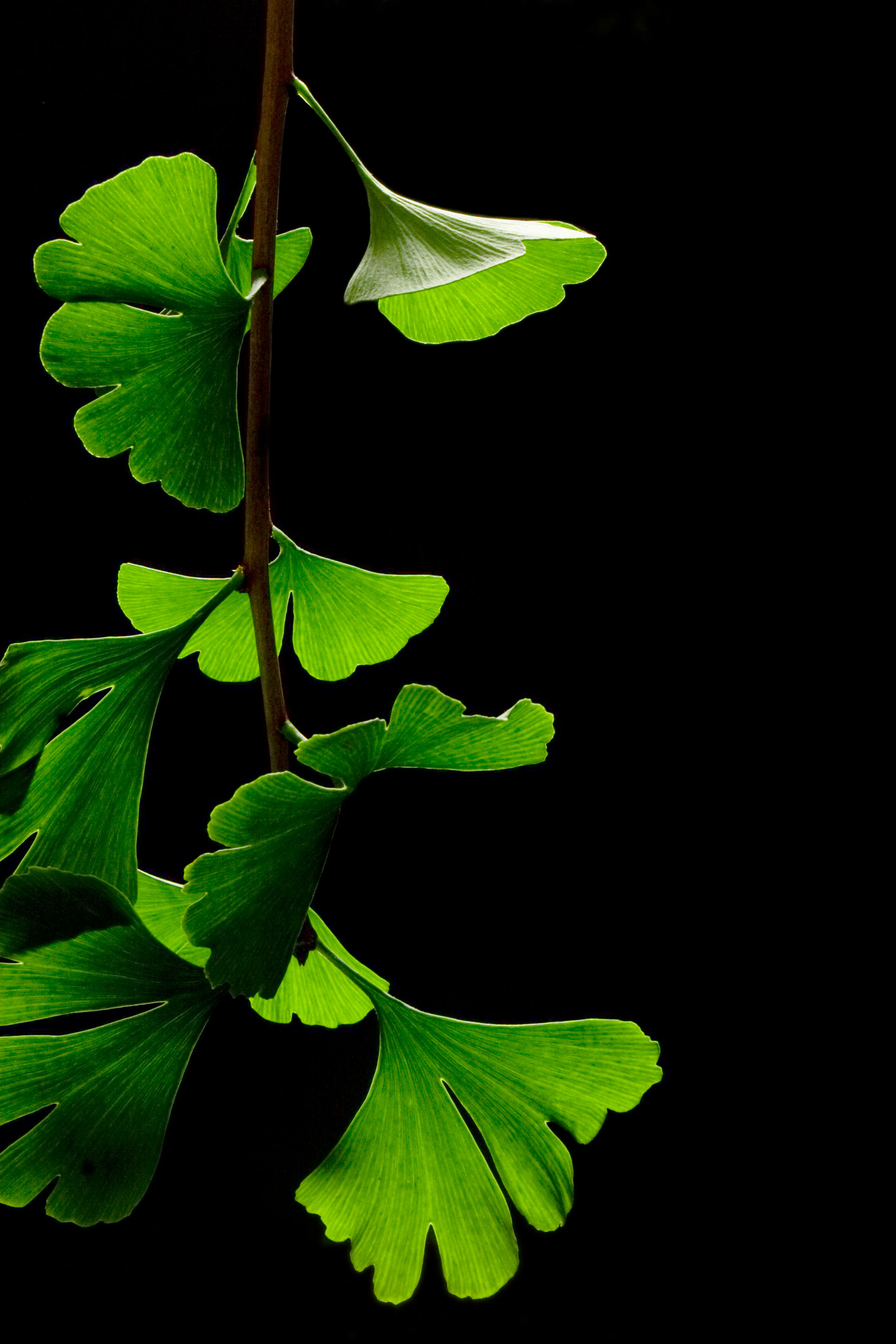
Листя гінкго
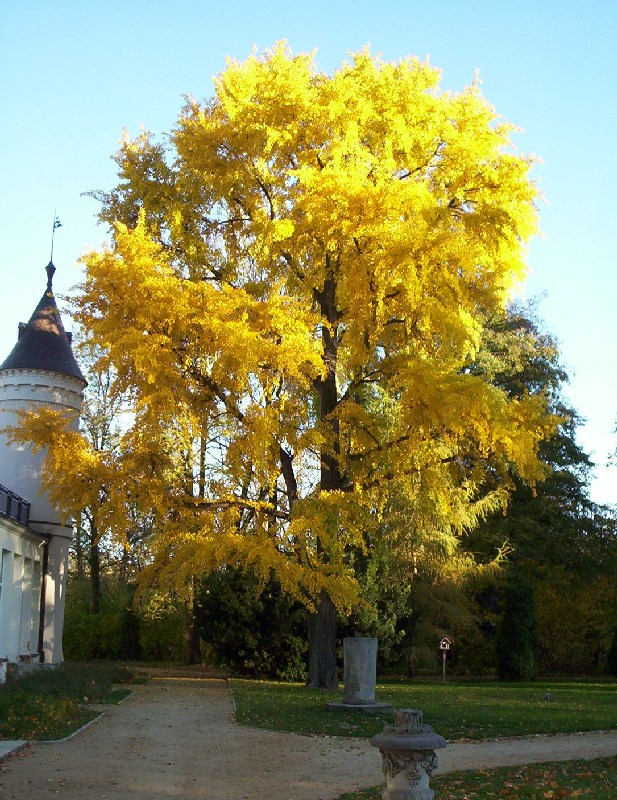
Гінкго в с. Радзейовіце
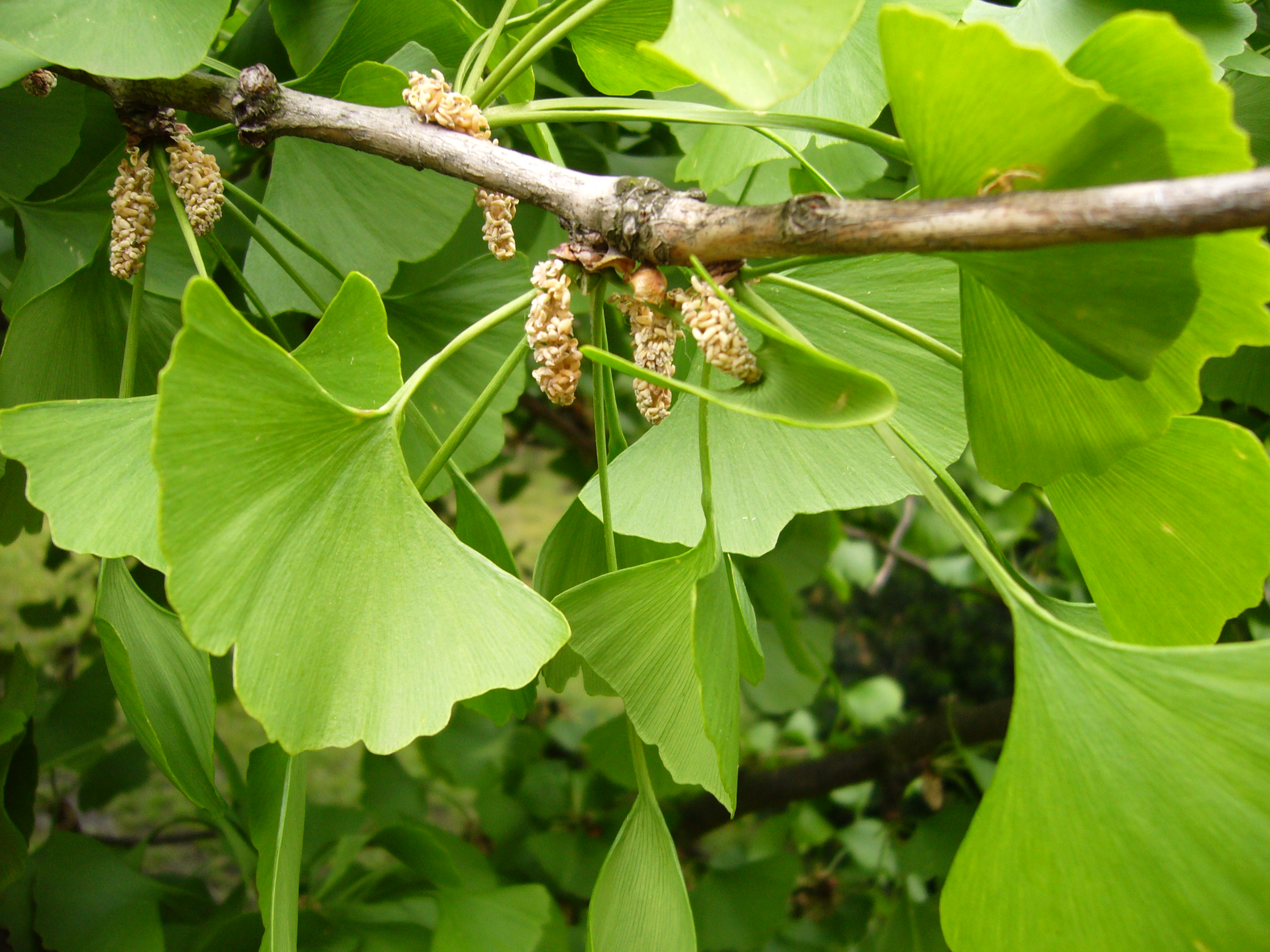
Спорангії
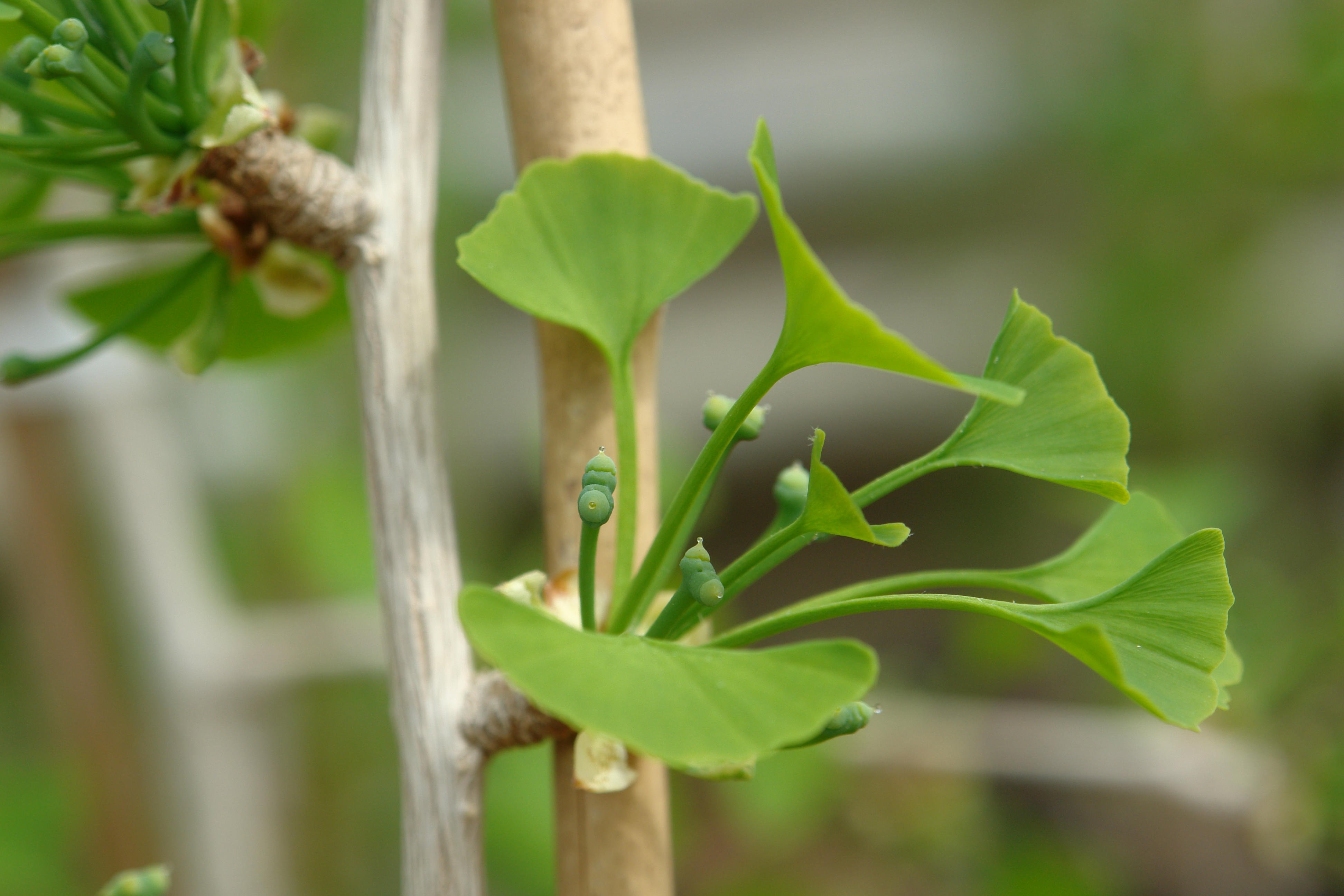
Сім'язачатки
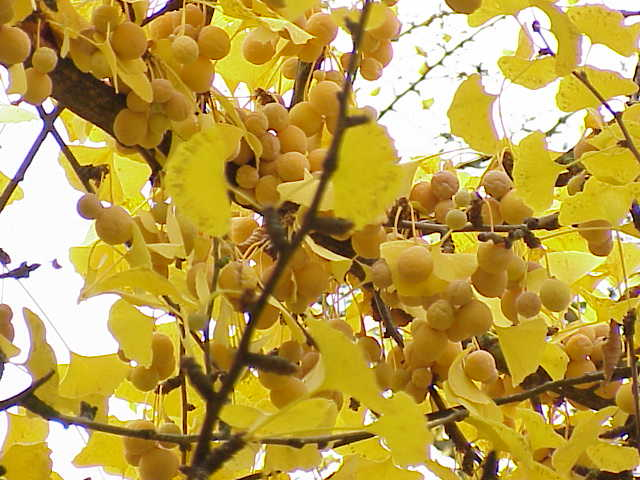
Дозрівання насіння
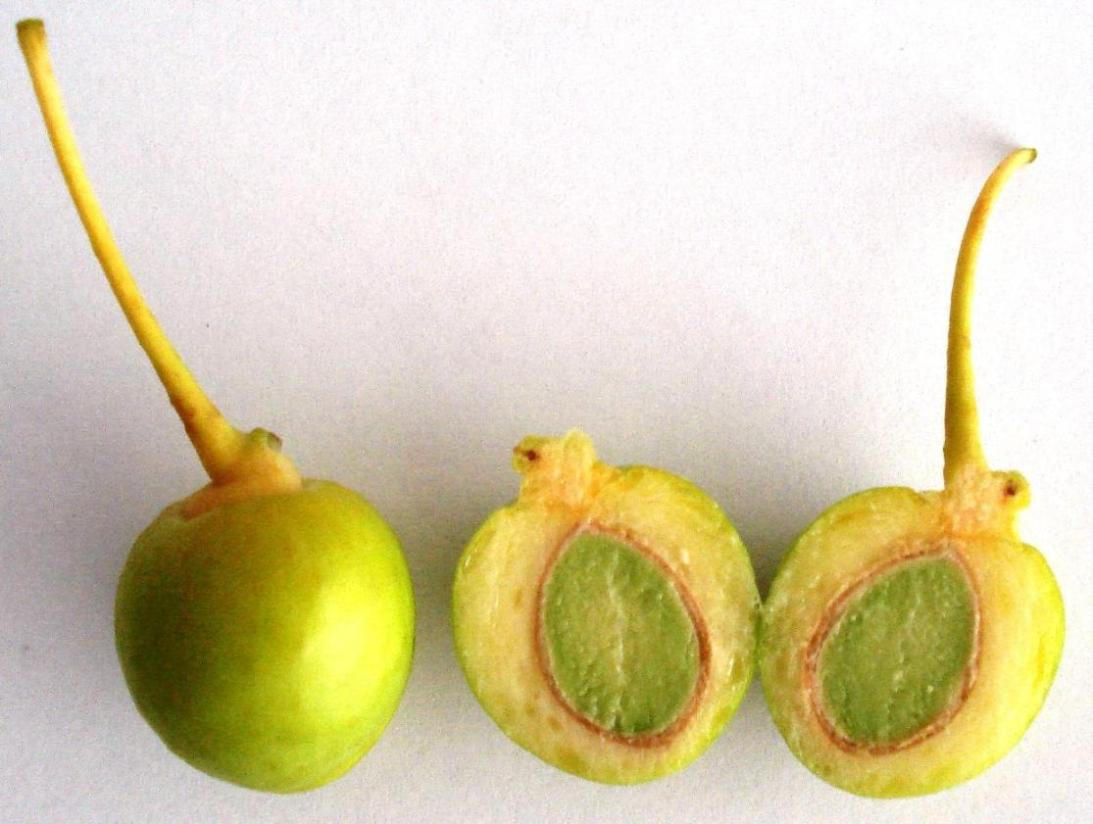
„Плід“ у розрізі